# Aljaksandraŭka (Naraŭljanský rajón)
Aljaksandraŭka (bělorusky Аляксандраўка, rusky Александровка) je vesnice v Kiraŭském selsovětu Naraŭljanského rajónu v Homelské oblasti Běloruska.

## Geografie

### Poloha
Vesnice se nachází 41 km jižně od Naroŭlje, 44 km od vlakového nádraží v Jelsku (na lince Kalinkavičy—Oŭruč) a 219 km od oblastního města Homel. Vesnice leží 1,5 km od hranic s Ukrajinou. Poblíž funguje mezistátní hraniční přechod Aljaksandraŭka—Vilča.

### Vodní poměry
Na severu protéká řeka Ilja (přítok řeky Už).

## Zástavba
Stavební řešení se skládá ze dvou částí oddělených řekou: jižní (kde je přímá ulice s dvěma postranními ulicemi s orientací na jihozápad a severovýchod) a severní (kde jsou 2 krátké ulice s postranní ulicí do tvaru písmene „A“). Zástavba je oboustranná, s dřevěnými zemědělskými usedlostmi.

## Historie
Ve 19. a na začátkem 20. století byla vesnice známá pod jménem „Rudnia-Aljaksandraŭka“. V roce 1860 měla venice 18 domů. V roce 1930, byla vesnice centrem Aljaksandraŭského selsovětu, měla 110 domů. V roce 1981 ve vesnici žilo 210 lidí.
Podle písemných pramenů z počátku 19. století je vesnice vedena ve Dzjornavické farnosti Rečyckého újezdu v Minské gubernii. V roce 1825 vesnici koupil S. I. Gorvat od Golstova. Od roku 1925 do 21. srpna 1937 byla vesnice centrem Aljaksandraŭského selsovětu. V roce 1929 byl založen kolchoz „Prvního srpna“.
Během druhé světové války v červnu 1942 německé okupační jednotky zabili 21 obyvatel vesnic Aljaksandraŭka a Habrylejeŭka. Celkem 33 obyvatel zemřelo na frontě. Podle sčítání lidu z roku 1959 byla součástí hospodářství „Selchozchimija“ (centrem byla vesnice Kiraŭ). Ve vesnici se nachází knihovna, záchranářské a porodní středisko, klub a pošta.

## Obyvatelstvo

### Počet obyvatel
- 2004: 52 farem, 80 obyvatel

### Vývoj
- 1897: 54 dvorů, 321 obyvatel (podle sčítání lidu)
- 1959: 474 obyvatel (podle sčítání lidu)
- 2004: 52 farem, 80 obyvatel